# الهواري بدار
الهواري بدار (من مواليد 29 مارس 1936 وهران - 24 سبتمبر 2018) كان لاعب كرة قدم جزائري دولي. لعب كمدافع مع مولودية وهران.

## روابط خارجية
- الهواري بدار على موقع ناشيونال فوتبول تيمز (الإنجليزية)